# Ånglok 16 på fel spår
Ånglok 16 på fel spår är en kriminalroman av Maria Lang (pseudonym för Dagmar Lange), utgiven första gången 1987 på bokförlaget Norstedts. Romanen har översatts till danska, norska och finska.

## Handling
Möte på ett tåg. Ett alldeles vanligt modern tåg en vinterkväll år 1987. Den vetgirige tjugotvååringen Jan Hoffner och artonåriga gymnasisten Daniela Ceder träffas på ett tåg. Ytligt sett händer ingenting mera upphetsande än att de samtalar om tåg och tågresor förr i världen, om Sveriges första ånglok och Sveriges äldsta järnväg, som en gång utgick från deras gemensamma hemort Skoga. När de väl anlänt till småstaden i den västmanländska Bergslagen tätnar emellertid mystiken. Hur har flickans mor och mormor, som bägge är änkor efter två inte alltför högavlönade lokförare, haft råd att överta och topputrusta värdshuset "Tre små gummor" och till på köpet köra omkring i en spritt ny Alfa Romeo 75? Och vad hände en februarinatt under andra världskriget, när järnvägens stolthet, det starka och ståtliga Ånglok 16 med en rad hemlighetsfulla godsvagnar i släptåg avvek från den normala rutten ner mot Vänern och istället satte kurs norrut genom de ödsliga svarta skogarna?
Samma ånglok som i våra dagar snällt drar fascinerade turister på Skoga nybildade Veteran Järnvägs eftertraktade sommarutflykter! Men som också på ett bestämt datum på nytt upprepar sin nattliga färd? Det är mysterier som kriminalkommissarie Christer Wijk, assisterad av sin unge vän Janne, har satt sig i sinnet att lösa. När Jan senare får åka med Christer Wijk på en biltur i Skoga dundrar ett godståg förbi dem i mörkret. Men tågtrafiken på sträckan har ju sedan länge upphört och rälsen plockades bort för flera år sedan? Dessutom var lokföraren kusligt lik Odd Oscarsson, och han är väl ... död? Om utgången är den bästa och lyckligaste för alla parter förblir ända intill det spännande slutet synnerligen ovisst.

## Karaktärer
Personer utan förebilder i verkligheten:
- Daniela Ceder, artonårig gymnasist med järnvägspåbrå
- Turid Ceder, hennes mor, änka efter
- Sylve Ceder, lokförare vid Skoga Bergslags järnväg
- Irmeli Oscarsson, hennes mor, änka efter
- Odd Oscarsson, lokförare vid Skoga Bergslags järnväg
- Kettil Karlsson Klaus, utsocknes besökare med dunkla motiv och avsikter
- Hjalle, småstadsoriginal, som lever ett fritt liv utan arbete eller familjeband

Dessutom förekommer följande verkliga och/eller uppdiktade personer:
- Jan Hoffner, vetgirig yngling, som ramlar mitt in i ett säreget järnvägsmysterium
- Almmi Graan, tankspridd, men hjälpsam författarinna
- Erik Berggren, polisassistent i Skoga, son till¨
- Leo Berggren, före detta överkonstapel i Skoga
- Björn Lundevall, polismästare i Lönnstad och Skoga
- Helena Wijk, klen, men klok och kunnig rådgiverska, mor till
- Christer Wijk